# Dysschema porioni
Dysschema porioni är en fjärilsart som beskrevs av Christian Gibeaux 1982. Dysschema porioni ingår i släktet Dysschema och familjen björnspinnare. Inga underarter finns listade i Catalogue of Life.